# Мечеть Чавк

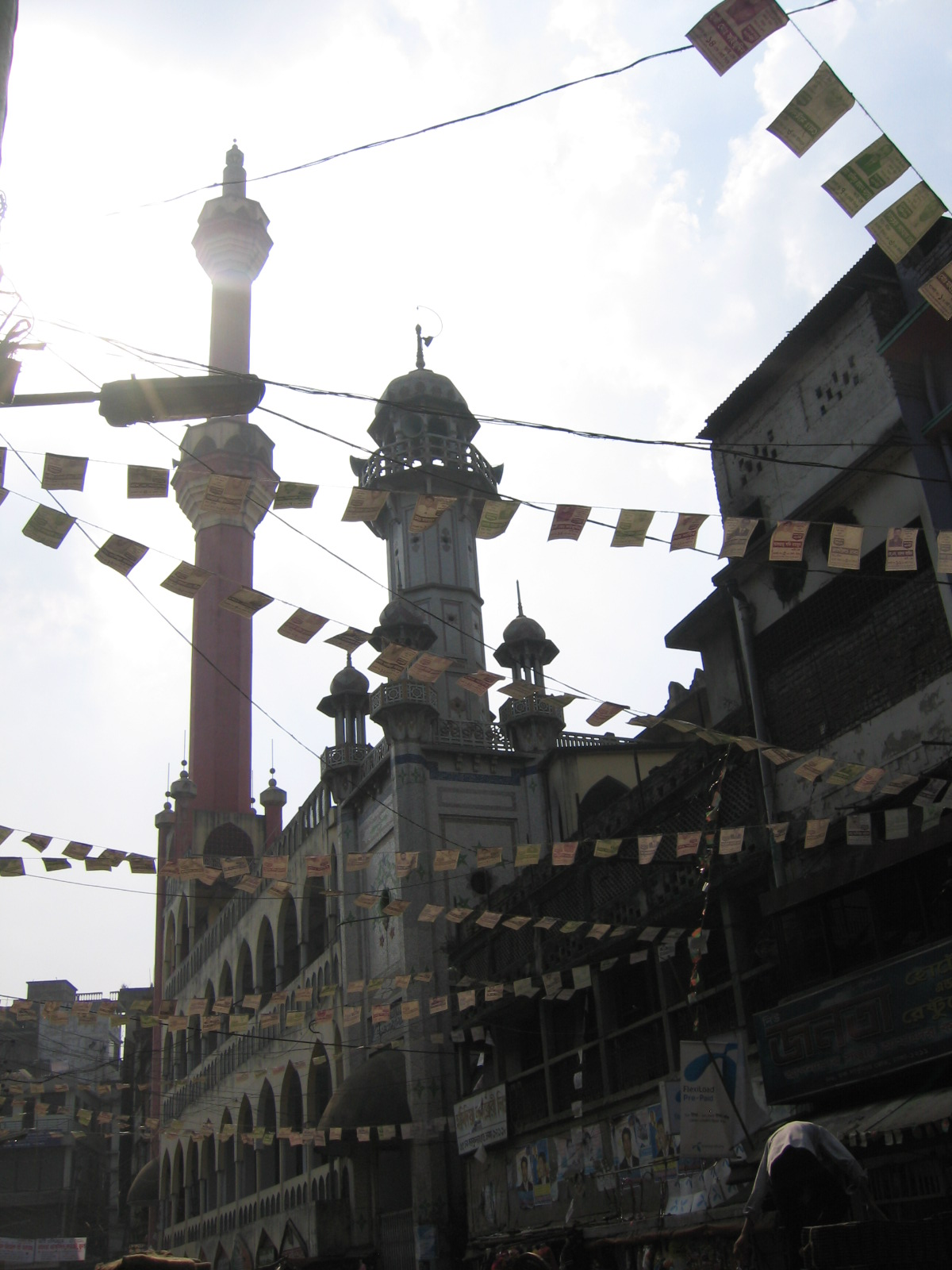
Мечеть Чавк

Мечеть Чавк находится в Дакке, Бангладеш, расположена на территории базара старого города, к югу от нынешнего центра города.

## История и архитектура
Была первоначально построена, вероятно, во время правления Моголов в XVII веке, и может считаться самой ранней (старой) мечетью в Бенгалии, построенной на высоком сводчатом фундаменте. Сегодня оригинальное спроектирование зданий было потеряно после череды многократных реконструкций и расширений. Оригинальная крыша с тремя куполообразными мечетями была уничтожена.
Над главным дверным проёмом мечети есть надпись на персидском языке — запись о дате строительства мечети Шаиста-ханом в 1676 году.